# Revolución del 19 de abril de 1810
El 19 de abril de 1810 marcó el inicio de la lucha por la independencia del dominio del Imperio español sobre Venezuela. Vicente Emparan, el capitán general representante de la corona, renunció a sus responsabilidades al frente de la Capitanía General de Venezuela, por solicitud de la población de Caracas, dando paso a la formación de la Junta Suprema de Caracas, que oficialmente se llamó Junta Suprema Conservadora de los Derechos de Fernando VII, la primera forma de gobierno autónomo; se firmó también el acta del 19 de abril de 1810, actuando en nombre de Fernando VII, rey depuesto de España, y en desobediencia a José Bonaparte, hermano del emperador Napoleón Bonaparte.
El 2 de marzo de 1811 se instaló el Primer Congreso Nacional, poniendo fin a la Junta y además se nombró un triunvirato compuesto por Cristóbal Mendoza, Juan Escalona y Baltasar Padrón. Luego, el 5 de julio de 1811, se procedió a firmar el Acta de la Declaración de independencia de Venezuela, conformándose así la Primera República de Venezuela.

## Historia
El Jueves Santo del 19 de abril de 1810 se reúne el Cabildo extraordinario como respuesta inmediata a la disolución de la Junta Suprema Central y la renuncia del rey Fernando VII de España. Surgió entonces un movimiento popular en la ciudad de Caracas, El movimiento se originó por el rechazo de los caraqueños al nuevo gobernador, Vicente Emparan, quien había sido nombrado por la Junta Suprema de España, disuelta en ese entonces por orden judicial.
Mientras el capitán general Vicente Emparan se dirigía a misa, un grupo perteneciente a la aristocracia y burguesía criolla (hijos de españoles pero nacidos en América), miembros del Cabildo de Caracas, desconocieron al capitán general de Venezuela. Él no estuvo de acuerdo con esto, y desde la ventana del ayuntamiento le preguntó al pueblo que se había reunido en la plaza mayor (hoy plaza Bolívar), si querían que él siguiera mandando. El presbítero José Cortés de Madariaga le hizo señas a la multitud para que contestara negativamente. Entonces Emparan dijo que él tampoco quería el mando. Renunció y regresó a España. Ese mismo día se firmó el acta del 19 de abril de 1810, declarando que actuaban en nombre de Fernando VII.

## Repercusión histórica
Se estableció entonces una Junta de Gobierno que tomó las siguientes iniciativas: establecer juntas similares en las provincias de Cumaná, Margarita, Barinas, Barcelona, Trujillo y Mérida; además de liberar el comercio exterior, prohibir el comercio de esclavos negros, crear la Sociedad Patriótica (para fomentar la agricultura y la industria), así como la Academia de Matemáticas. Se enviaron delegaciones diplomáticas a los países que podían apoyar la insurrección: Reino Unido, Estados Unidos y Nueva Granada. Tres provincias permanecieron leales al gobierno establecido en España: Maracaibo, Coro y Guayana.
Este desconocimiento a la autoridad del capitán general de Venezuela fue un paso al 5 de julio de 1811, fecha en que se firmó el acta de la Declaración de Independencia de Venezuela, donde Venezuela declaraba formalmente su independencia.